# ジョンソン川 (ウィラメット川の支流)
ジョンソン川 （じょんそんがわ、英語: Johnson Creek）はアメリカ合衆国オレゴン州のポートランド都市圏を流れるウィラメット川の支流である。全長40-キロメートル (25 mi) で、コロンビア川水系の一角を占め、流域面積140平方キロメートル (54 sq mi) のほとんどが市街地をなし、2012年における人口は18万人を数える。グレシャム、ポートランド、ミルウォーキーといった都市を通り抜けるこの川は、カスケード山脈の麓に広がる丘陵から、基盤となる玄武岩上に氷河期の洪水で誕生した沖積平野を西向きに流れていく。水質は良くないが、本流の流れに人の手は入っておらず、鮭などの回遊魚の生息域が保たれている。
ヨーロッパから入植者が到来する以前、流域の大半は森林に覆われ、ネイティブ・アメリカンのチヌーク族が狩猟や釣魚を営んでいた。19世紀に非先住民の入植者が森を切り開き、農地を開拓していった。この入植者のうち、川沿いに水力製材所を建設したウィリアム・ジョンソンに川名は因んでいる。20世紀初頭、川に沿って線路が敷設され、流域の宅地化や商業開発が進行した。氾濫原の都市密度が高まるにつれ、季節的な洪水による被害も拡大していった。1930年代に連邦政府の公共事業促進局が、洪水調整のために下流域の河床へ24キロメートル (15 mi) に渡って石を敷き詰めた。にもかかわらず1941年から2006年にかけて、沿川では37回もの洪水が発生している。1990年代から地元の都市計画部局は、大雨の際の表面流出の制御や人工的な蛇行の造成、浸食の抑制、不浸透性の地表面の置き換え、河岸の緩衝地帯の保護などの施策を行い、洪水を減らすよう努めてきた。
ジョンソン川の流域には、バジャー川 (Badger Creek) やサンシャイン川 (Sunshine Creek)、ケリー川 (Kelley Creek)、ミッチェル川 (Mitchell Creek)、ヴェテランズ川 (Veterans Creek)、クリスタル・スプリングス川 (Crystal Springs Creek) などの支流が存在する。本流や支流の沿線には自然地域や動物保護区、ツツジ園に植物園、そして川のほぼ全長に渡って歩行者・自転車用廃線跡トレイルが並走している。

## 流路

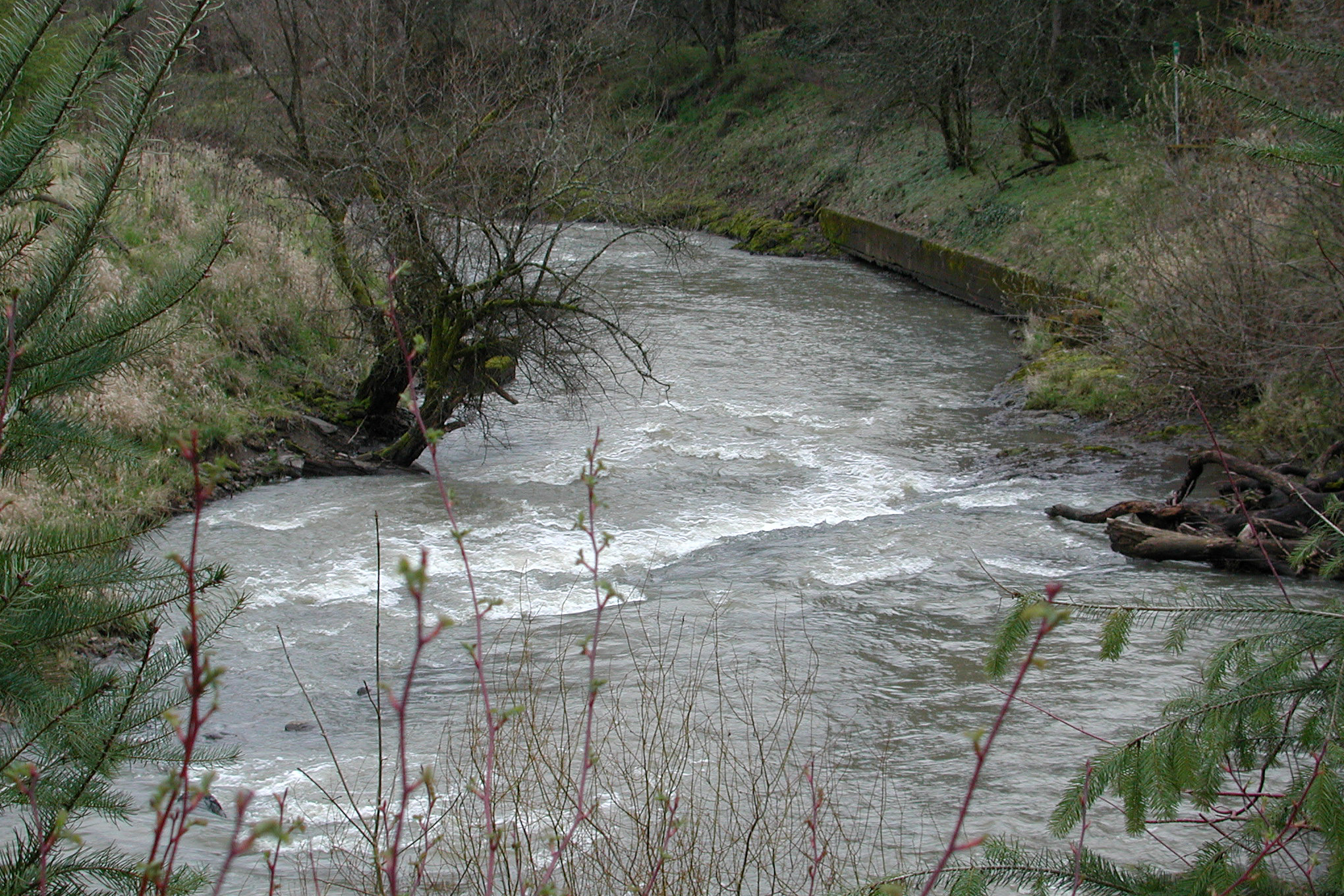
ミルウォーキー市内の合流点近くのジョンソン川

ジョンソン川の源頭は、オレゴン州グレシャムの南東、カスケード山脈の山麓にある非法人地域のコットレル近郊の丘陵に位置する。そこから川は西方向へ40キロメートル (25 mi)ほど流れ下り、コロンビア川の主要支流であるウィラメット川に合流する。川はグレシャム、ポートランド、ミルウォーキーの市域を通り抜ける間に、クラカマス郡とマルトノマ郡の境界を8回越えていく。

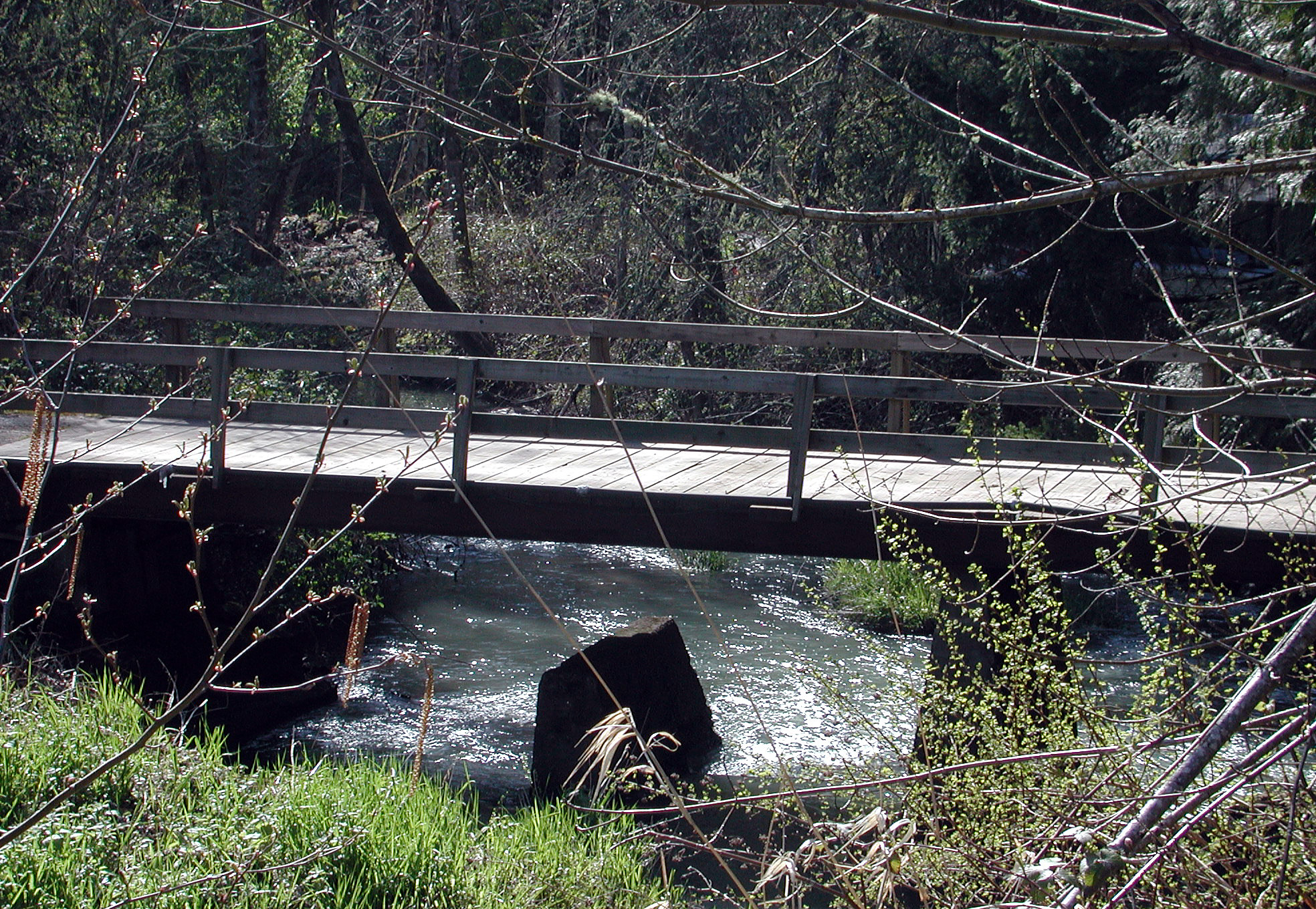
グレシャム市内のレグナー道路付近でジョンソン川に架かる歩道橋

流路の大部分で、ポートランド南東部から東部近郊にかけて存在する番号式街路に対してほぼ直角をなすように川は流れている。下流に向かうにつれ街路の番号も小さくなっていく。サウスイースト362番街の東に位置するクラカマス郡内の高台から始まった流れは、8キロメートル (5 mi) ほど勢いよく西へ流れる間にクラカマス郡とマルトノマ郡の境を5回越え、合流点からおよそ32キロメートル (20 mi) 地点のマルトノマ郡内で国道26号線（マウント・フッド・ハイウェイ）の下をくぐる。そのすぐ下流で、左岸側からバガー川とサンシャイン川が、右岸からノース・フォーク・オブ・ジョンソン川が合流する。
流れは鋭く北西に向きを変え、5キロメートル (3 mi) ほど流れてグレシャムに入り、レグナー道路のそばの合流点から26.1キロメートル (16.2 mi) 地点にあるアメリカ地質調査所 (USGS) の流量計を通り過ぎる。すぐに川は市内のメイン・シティ公園内に入り、そこで再び急に向きを変えてわずかに南寄りに西へと流れていく。ここから傾斜はなだらかになり、続く3分の1ほどの区間はより緩やかに流れていく。メイン・シティ公園のすぐ西で、グレシャム開拓者墓地の横を通り過ぎる。墓地を越えてしばらくすると左岸からバトラー川が流入し、そのあと合流点からおよそ21キロメートル (13 mi) 地点でポートランド市内に入るとすぐに左岸側からケリー川が合流する。ケリー川の主要支流であるミッチェル川は、ジョンソン川のおよそ0.8キロメートル (0.5 mi) 南で合流している。そのすぐ下流の合流点から16.4キロメートル (10.2 mi) 地点のシカモアで、川の流れはUSGSの流量計を通り過ぎ、シダー・クロッシング橋の下を通り抜ける。
ポートランドのレンツ地区を緩やかに蛇行しながら流れ下るジョンソン川に、クラカマス郡ハッピー・バレーを水源とするヴェテランズ川が左岸から合流する。州間高速道路205号線の下をくぐった川は、合流点からおよそ13キロメートル (8 mi) 地点の南東82番街付近で流速を増す。その後、一時的にクラカマス郡に入り、そこから北上してマルトノマ郡に戻ると、ジョンソン・クリーク通りに沿ってポートランドとミルウォーキー市境を3.2キロメートル (2 mi) ほど流れ下る。オレゴン州道99E号線（サウスイースト・マクローフリン通り）をポートランドのセルウッド＝モアランド地区内でくぐりぬけたあと、合流点からおよそ2.4キロメートル (1.5 mi) 地点で流れは鋭く南に曲がる。
サウスイースト21番街で、右岸から流れ込むクリスタル・スプリングス川と合流する。この支流は全長4.3キロメートル (2.7 mi) で、リード大学のキャンパス内に水源をもつ。リード渓谷に架かるブルー橋をくぐり、クリスタル・スプリングス・ツツジ庭園のそばを通って、緩やかにジョンソン川へ向かって南に流れる。クリスタル・スプリングス川との合流点から南へ1.6キロメートル (1 mi) ほど下り、最後となる8回目の越境をおこなってクラカマス郡に入る。合流点から1.1キロメートル (0.7 mi) 地点にあるミルウォーキーの流量計を通り過ぎると、コロンビア川から29.8キロメートル (18.5 mi) 上流でウィラメット川に合流する。

## 流域

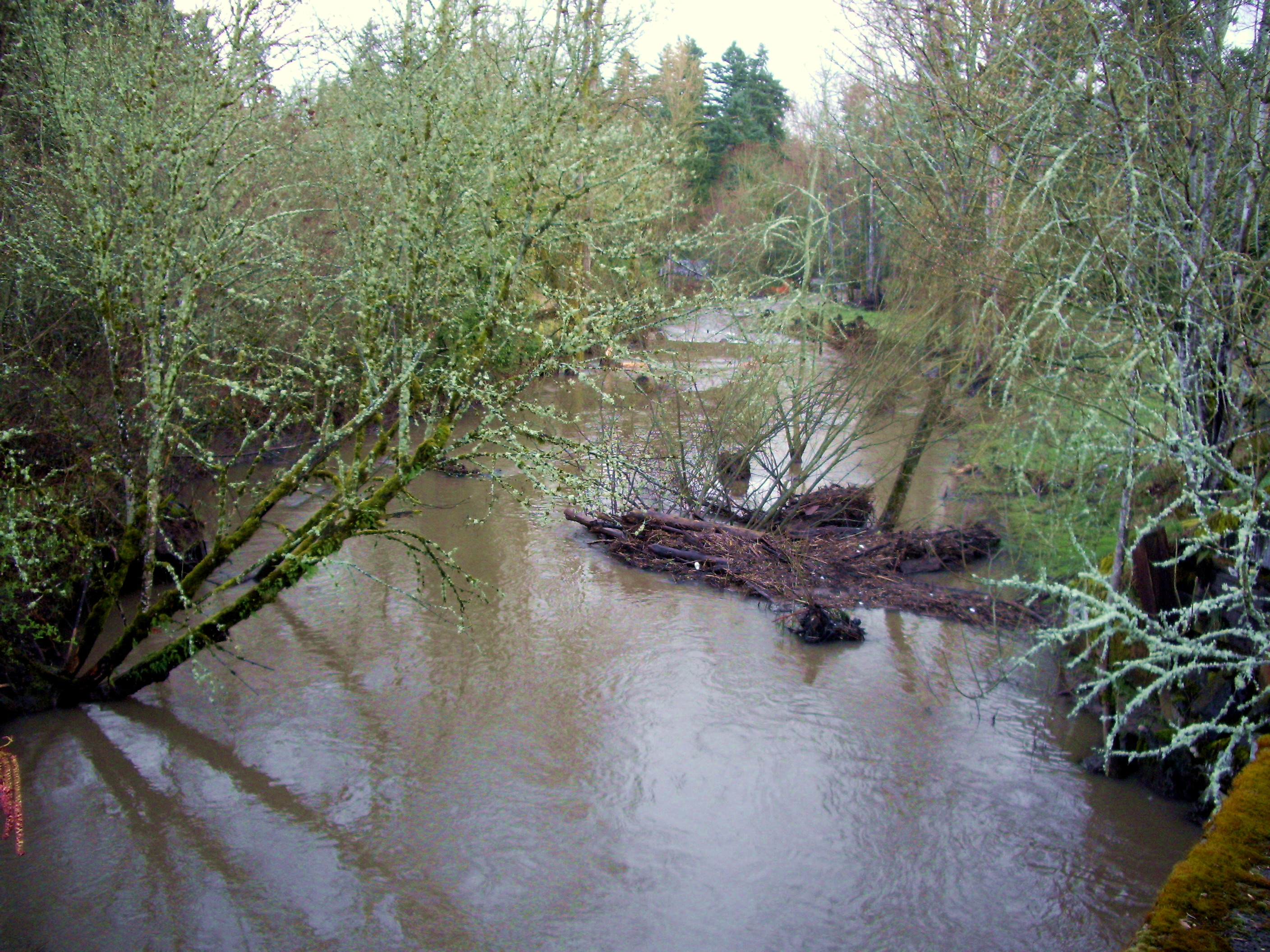
サウスイースト41番街付近でタイドマン・ジョンソン公園内を流れるジョンソン川

### 地質及び地形
ジョンソン川の氾濫原は、1万8000年前から1万3000年前にかけて、コロンビア川流域に分厚い沖積層を築きあげた大規模な氷河決壊洪水であるミズーラ洪水の痕跡である。この沖積層の地下にはコロンビア川洪水玄武岩を源とする分厚い玄武岩質溶岩が存在する。主に高台に露出している溶岩は褶曲し、あるいは断層により段差を生じることで、一帯をジョンソン川流域を含む複数の水系に分断している。
流域面積は140平方キロメートル (54 sq mi) で、おおむね長方形の形をしている。流域の地形は、源頭付近のボーリング・ヒルズの標高335メートル (1,100 ft)から、ウィラメット川との合流点の標高8メートル (26 ft) まで多岐にわたる。
流域における斜面の傾きは、概ね1～25パーセントである。標高305メートル (1,000 ft) を越えるスコット山とパウエル・ビュートの傾斜角は10～30パーセント、グレシャム市内のグレシャム・ビュートとホーガン・ビュートには50パーセントを越える斜面がある。火山起源のボーリング・ヒルズは、北から西に広がる丘陵よりも244メートル (800 ft) 以上高く聳える。サンディ川峡谷の西側に広がる北西に傾斜した開析斜面であるケルソー・スロープは、標高およそ305メートル (1,000 ft) のサンディ近郊から標高122メートル (400 ft) のグレシャム東部まで続いている。
ジョンソン川北方の河岸段丘はかつてこの付近を流れていたコロンビア川とウィラメット川によって形作られたもので、透水性の高い砂礫に覆われている。ロッキー・ビュートやテイバー山、ケリー・ビュートといった孤立丘は、周囲の段丘より61 - 122メートル (200 - 400 ft) ほど突き出ている。川の北側の地勢は、パウエル・ビュートを除きスコット山やボーリング溶岩原から突き出た溶岩円頂丘の広がる南部よりも緩やかである。
流域の東部は開けた田園地帯が広がるが、西部は大部分が住宅地や産業用地で埋め尽くされている。2012年現在、流域の推定人口は18万人である

### 土壌
土壌浸食の影響は流域全体でそれぞれに異なっている。流域の北西部は平坦であり開発も進んでいるため浸食の影響は小さく、北東部は土壌自体が浸食を受けにくい。南東部は比較的影響を受けやすく、特にパウエル・ビュートやボーリング溶岩原の溶岩円頂丘は「侵食係数が非常に高く、地表面の変化に敏感に反応」する。
流域の土壌の透水性や保水性も地域で異なる。流域の東端と川より以南では、透水性の悪い粘土質が優勢である。流域の北部は透水性が高く、表面流出が起こりにくい傾向にある。

### 水文

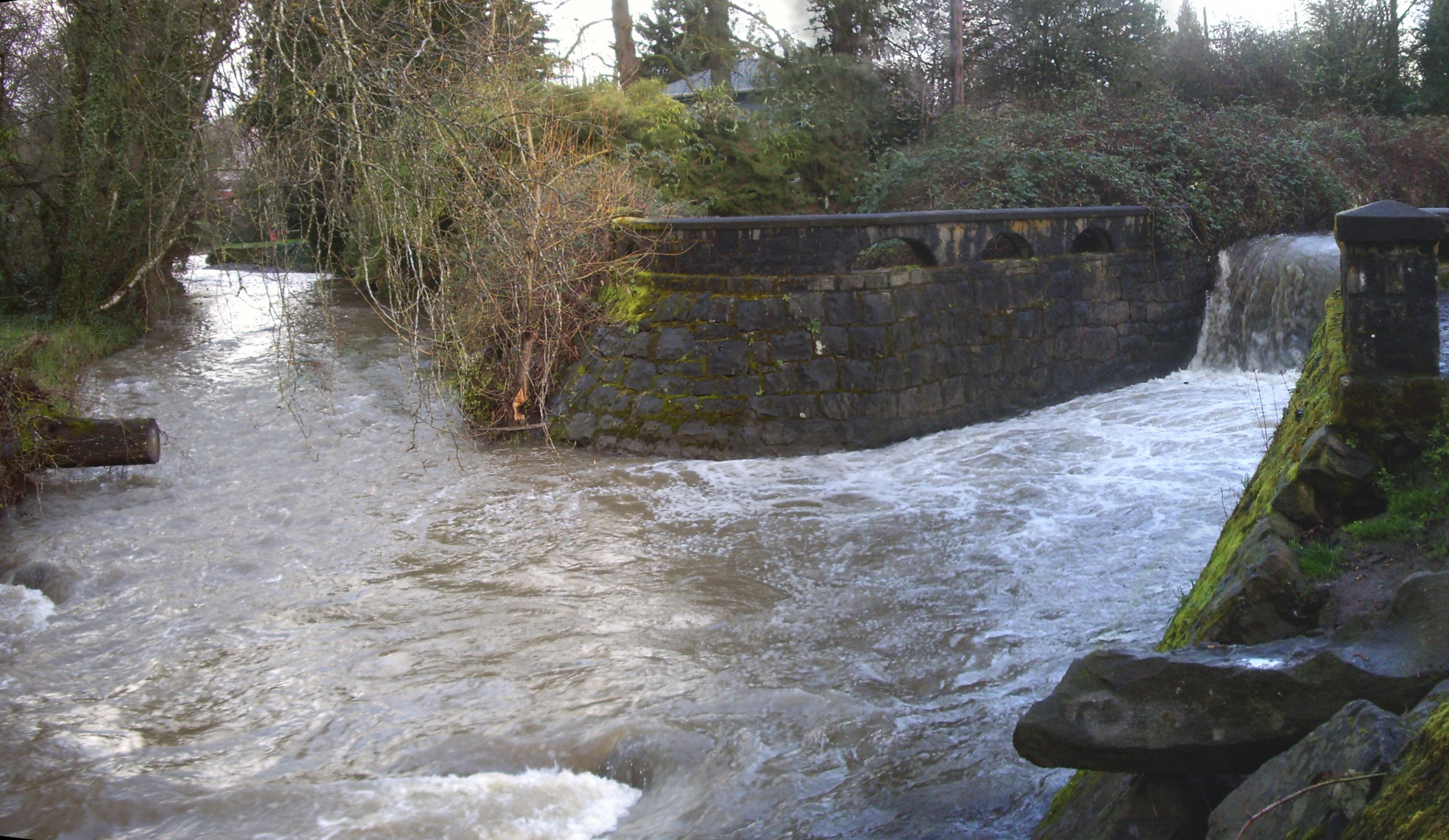
下流域のサウスイースト42番街付近で再合流するジョンソン川。

水文学的に見て、ジョンソン川流域は透過率の異なる２つのエリアに区分される。流域の約40パーセントを占める北部地域はポートランド段丘から、南部はボーリング・ヒルズとケルソー・スロープから成る。北部地域にふった雨水の大半は地中に浸透するが、南部地域ではほとんどが地表を伝って川へ流れ込む。北部地域に浸透した雨水は長期的かつ持続的な効果をもたらし、基底流出源として乾季に川の水位を保つ効果を発揮する
支流のうちおよそ40パーセントが、都市開発が進むにつれ暗渠化もしくは流路変更がおこなわれ、特に本流の北側で顕著であった。自然の流路を維持する支流はその多くが本流の南側に水源を有するが、その例外がクリスタル・スプリングス川で、地下水が湧出する水源から南へ流れる。他の主要支流としては、ホーガン川やケリー川、サンシャイン川、バジャー川が挙げられる。クリスタル・スプリングス川とケリー川が、支流の中では流量が多い。
フォスター道路とサウスイースト111番街で整地が行われた結果、レンツ地区とパウエルハースト＝ギルバード地区にまたがる流域面積23-平方キロメートル (9 sq mi) からの表面流出が直接川へ流入することが無くなった。その代り、雨水は集水池へ集められ、そこから地中へ浸透される。さらに下流域のセルウッド地区やイーストモアランド地区、ウェストモアランド地区、ウッドストック地区では、地表を流れる雨水は河川ではなくポートランド市の下水道へ流れ込む。

### 管轄
ジョンソン川流域は６つの行政区にまたがっている。2000年時点で、38パーセントがポートランド、24パーセントがクラカマス郡の未法人地域、23パーセントがグレシャム、11パーセントがマルトノマ郡の未法人地域、4パーセントがミルウォーキー、そして0.1パーセントがハッピー・バレーの管轄となっている。流域内に市域が完全に収まっているところはない。各自治体における流域の割合は、グレシャムが53パーセント、ミルウォーキーが42パーセント、ハッピー・バレーが19パーセント、そしてポートランドが14パーセントである。マルトノマ郡の未法人地域に対しては1.2パーセント、クラカマス郡では1パーセントに満たない。
ウィラメット川東岸において、ジョンソン川流域に隣接する河川には、ミルウォーキーを流れてウィラメット川に流れ込むマウント・スコット川とケロッグ川、南東側の郊外を流れオレゴン・シティ付近でウィラメット川と合流するクラカマス川、流域の東を流れコロンビア川に流れ込むサンディ川、グレシャム市内とポートランド市北部を流れウィラメット川に合流するコロンビア・スラウとその支流のフェアビュー川がある。
19世紀に作成された地図には、今日のポートランド南東部のパウエル通り（国道26号線）とジョンソン川の間の3.62キロメートル (2.25 mi) に渡って湿地帯が広がり、数多くの泉や小川が描かれている。そういった湿地のほとんどは埋め立てられ、建造物の敷地と化しているが、その名残がクリスタル・スプリングス川沿いのクリスタル・スプリングス・ツツジ公園で見ることができる。古地図には湿地帯から流れ出すスラウへ流れ込む2つの川も描かれている。ひとつはパウエル通りの北だいたい6ブロックはなれたクリントン・ストリート地区を流れ、もうひとつはラズ・アディションのやや北にあるコロニアル・ハイツ地区から流れ出ていた。こういった河川はポートランドの下水道と統合され、地表からはその姿が失われている。ウィラメット川西岸のポートランド市内にあるホイト樹木園の近くには、同名の支流が存在する

### ボランティア団体
ジョンソン川流域協議会 (JCWC) は、ジョンソン川とその流域を保護する目的で1995年に設立された非営利団体である。この協議会の取り組みには、外来種の駆除や水辺に生育する在来植物の植栽、魚道の改善、水路外における洪水調整池の整備などが挙げられる。JCWC は暗渠のような魚類などの水生動物の移動を妨げる施設の撤去や改善に注力している。協会が行う川辺環境修復を目的とした植栽活動や、流域に生息する野生動物の調査といった活動に、数多くのボランティアから助力を得ている。2011年だけで1000人を超えるボランティアが、JCWCの活動のために5,500時間を費やしている。

### 年次成績表
2015年、ポートランド市環境局 (BES) は市内にかかる河川の流域ごとに、年次「成績表」の公表を開始した。この成績表では、水文・水質・生息域・野生動物の4つのカテゴリーに分けて「成績」を示す。水文分野では流域内における舗装路などの不浸透面積率と河川の経路における堰の存在や流路変更の度合いによって評価される。水質の評価は、溶存酸素量、大腸菌、水温、浮遊物質、そして水銀やリンなどの濃度に基づく。生息域は、河岸や氾濫原、水辺環境、樹冠等の状態によって、野生動物は鳥類や魚類、大型無脊椎動物の生息状況によって決まる。2015年における BES の評価は、水文：B+、水質：C+、生息域：C、野生動物：D+ であった。2019年の評価では、改善の努力にもかかわらず大きな変化はなく、水文：A-、水質：C、生息域：C、野生動物：D- であった

## 歴史

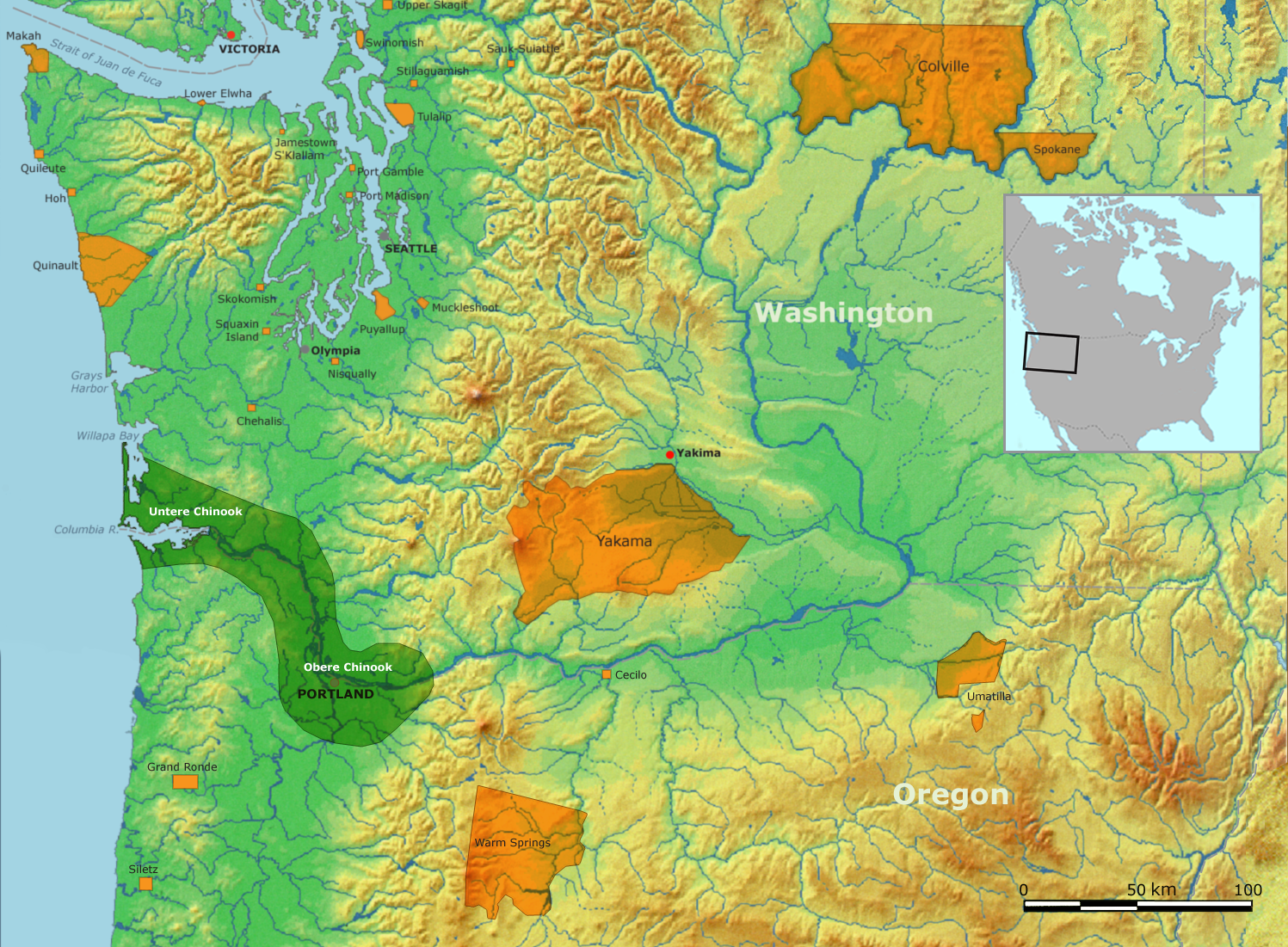
ジョンソン川を含むコロンビア川下流域における、チヌーク族の伝統的居住範囲（地図上の暗緑色の領域）。チヌーク族の一翼であるクラカマス族は、19世紀中葉まで流域において釣魚や狩猟を営んでいた。

ヨーロッパからの入植者が流域に到来するまで、流域の大半は森林に覆われ、そこでアメリカ先住民は釣魚や狩猟、採集を営んでいた。考古学的証拠により、1万年前までにはオレゴン州内のカスケード山脈北部に先住民が到達していたと推定されている。3000年～2000年前までに、ジョンソン川に隣接するクラカマス川流域に存在した集落が、ジョンソン川下流域の氾濫原に移動してきた。この地域はセリロ滝から太平洋にかけてのコロンビア川下流域に居住していたチヌーク系民族であるクラカマス族の根拠地であった。クラカマス族の縄張りは、後にオレゴン・シティが築かれたウィラメット滝からコロンビア川の合流点に至るウィラメット川の下流域からカスケード山脈のふもとに広がる丘陵部まで広がっていた。1806年にルイス・クラーク探検隊がこの地域に到来した時、クラカマス族の人口はおよそ1,800名で11ヶ所に集落を構えていた。その後、天然痘やマラリア、麻疹の流行により、1851年時点で人口が88人まで減少し、1855年に部族はジョンソン川流域を含む版図を放棄する条約に署名した。
19世紀の半ばまでに、流域の肥沃な大地ではヨーロッパからの入植者の手によって木々が切り倒されて建てられた製材所へ運ばれて行き、湿地は埋め立てられて農地へと姿を変えていった。川の名称は、1864年に現在のポートランド市レンツ地区付近に入植し、水力を利用した製材所を営んだウィリアム・ジョンソンにちなんでいる。1848年初頭には、後にミルウォーキーを設立したロット・ウィットコムが、ジョンソン川とウィラメット川の合流点付近に供与地請求によって土地を登記し製材所を建てた。1886年には、沿川に鉄道路線の建設計画が立ち上がり、1903年にスプリングウォーター・ディビジョン線（もしくはポートランド・トラクション会社線やカザデロ線、ベルローズ線とも呼ばれる）が開業した。セルウッドやイーストモアランド、レンツ、プレザント・バレーといった地区は、この沿線に形作られたコミュニティである。1920年代までに、川沿いに拓かれた農場は次々と住宅地へと変貌していった。1960年代には、オレゴン州政府とマルトノマ郡は、川沿いにセルウッド橋と州間高速道路205号線を結ぶ高速道路が構想されたこともあった。

## 洪水

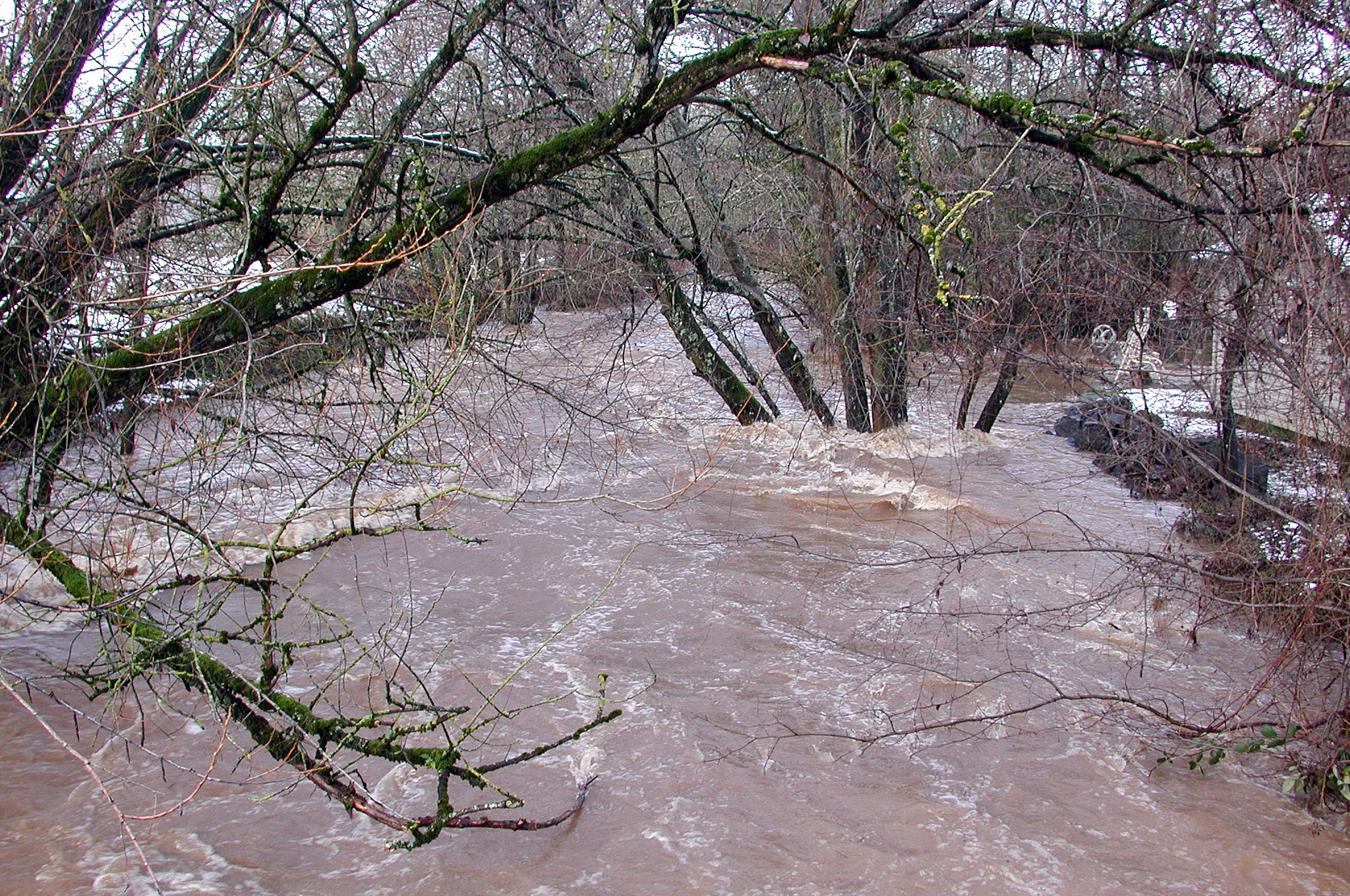
2009年1月に発生したサウスイースト45番街付近の洪水の様子

農地や都市開発が進むにつれ本来の植生が破壊された結果、ジョンソン川流域では大雨時の表面流出が増加し、洪水が発生するようになった。1930年代に連邦政府の公共事業促進局は、ウィラメット川との合流点から約24キロメートル (15 mi) 上流のサウスイースト158番街までの区間の川筋を整え石材で護岸を整備し、幅8–15メートル (25–50 ft)、水深2–3メートル (6–10 ft)の人工的な水路に変えてしまった。河川環境と水生動物に大きな影響を与えたこの工事にもかかわらず洪水を防ぐことは能わず、1964年には1,200棟の家屋が被害を受ける大規模な洪水に見舞われた。
ジョンソン川流域では、例年11月から2月にかけて降水量が多く、増水や洪水が頻繁に発生する。1961年から1990年までの記録によると、コロンビア川沿いにあるポートランド国際空港では年平均降水量が910ミリメートル (36 in)であり、11月～2月が530ミリメートル (21 in) と多く、6月から9月は130ミリメートル (5 in) しか降っていない。空港の標高は約9メートル (30 ft) で、ジョンソン川の合流点とほぼ同じである。川の上流域周辺における年降水量はもっと多く、1,800ミリメートル (70 in) を上回る。
ポートランド市内において、洪水の影響は主に以下の4つの地域で大きい：サウスイースト45番街のタイドマン・ジョンソン自然地域、サウスイースト82番街の西側、レンツ地区、そしてパウエル・ビュートの山麓部である。ポートランドのシカモア地区にある USGS の水位計における。アメリカ国立気象局の定めた氾濫水位は3.4メートル (11 ft) で、毎秒34立方メートル (1,200 cu ft) の流量に相当する。この観測点の流量計が記録した最大流量を見ると、1941年～2006年の間に毎秒34立方メートル (1,200 cu ft) 以上となったのが37回あり、そのうち20回は毎秒42立方メートル (1,500 cu ft) を上回っている。また、少なくとも7回の洪水で顕著な被害が発生している。1978年から1997年にかけて発生した洪水被害に対し、2百万ドルの損害保険金が支払われている。
シカモアで計測された最大の洪水は2015年に発生し、12月7日に水位が4.67メートル (15.33 ft) に達している。次に高かったのは1996年11月の洪水で、その時の水位は4.66メートル (15.30 ft) であった。3番目は1964年12月22日に発生したクリスマス洪水 で、水位が4.47メートル (14.68 ft) まで達している
2008年時点で、USGS はシカモアに加えて、グレシャム市内の合流点から26.2キロメートル (16.3 mi) 上流のレグナー道路と、ミルウォーキー市内の合流点から1.1キロメートル (0.7 mi) 地点で監視をしていた。支流のケリー川とクリスタル・スプリングス川にも観測機器を設けている。このなかではシカモア地点が最も古く、1941年から運用されている。

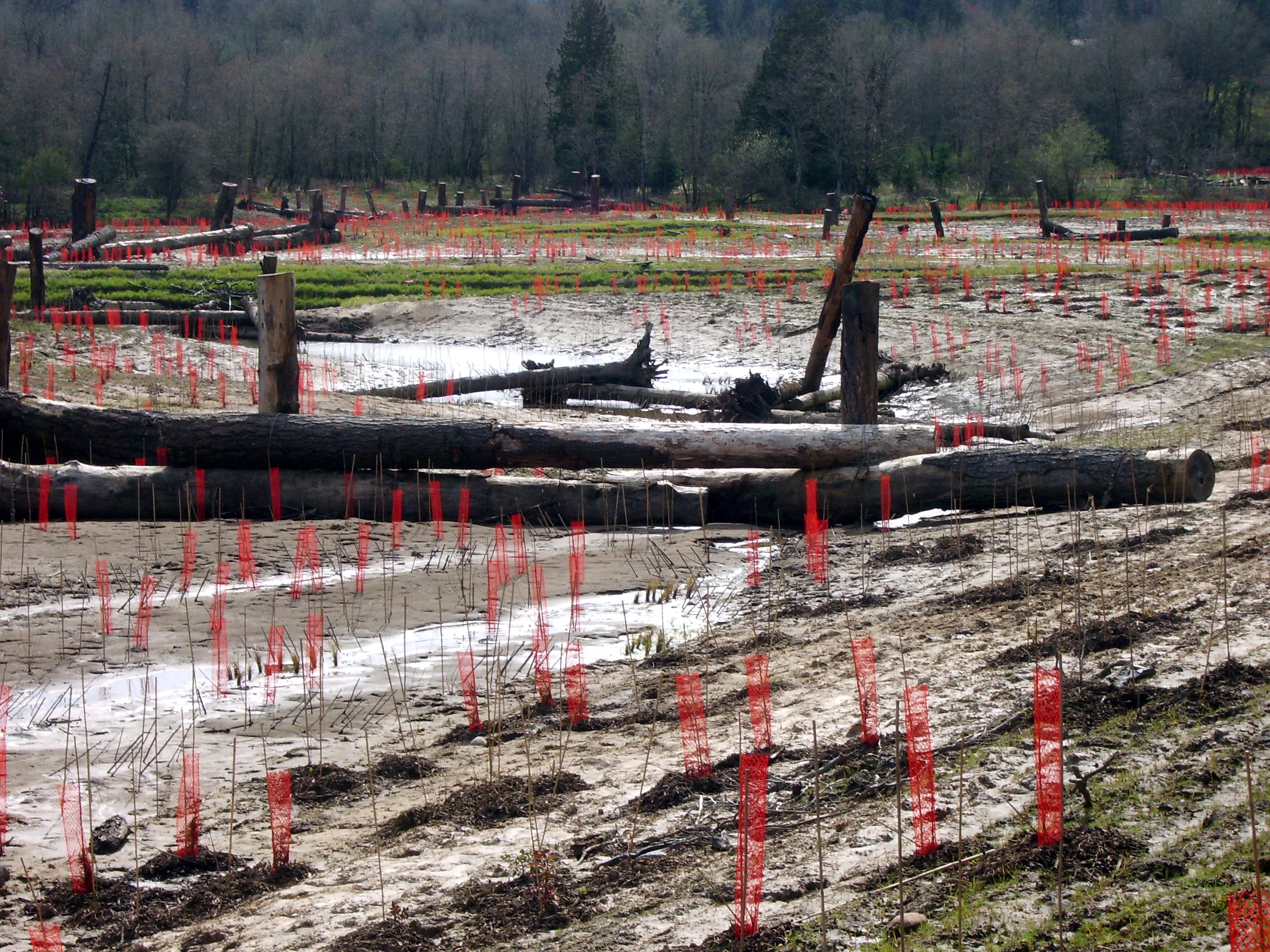
サウスウェスト164番街付近のかつて放牧場だった川沿いの土地が、洪水漲水機能を有するバイオスウェイルとして復旧した。沼地に刺さった赤いチューブは、葦の生育を手助けする

1970年から1980年代にかけて、メトロや米国陸軍工兵隊などの機関がジョンソン川の洪水調整のため河川改修を図ったが、いずれも地元住民の支持を得ることができず頓挫した。1990年、ポートランド市は、ジョンソン川流域で利害関係をもつ機関や市民団体をメンバーとするジョンソン川回廊委員会を設立した。ポートランド市環境局主導のもと、委員会は2001年に洪水の軽減や水質の改善、魚類や野生動物の生息域の向上を目的とした、ジョンソン川修復計画を立案した。川沿いの区間ごとに設定された目標は多様で、雨水の表面流出の制御や浸食の軽減、不透水面の削減、水辺環境の保護などが含まれる。2007年までに、120万ドルをかけて湿地を造成するブルックサイド計画から小規模な河岸修復プロジェクトまで、流域で少なくとも75の地域ごとの事情に合わせた修復プロジェクトが実施された。その大半で、長期的な管理や保護を含むプロジェクトのあらゆる取り組みに、市民ボランティアが参与した。2012年後半には、イースト・レンツ氾濫原プロジェクトが完了し、沿川の低地に28ヘクタール (70エーカー) もの自然の氾濫原を復元した。

## 水質汚染
オレゴン州環境局 (DEQ) は、1896年から1995年まで、ジョンソン川の水質を「とても悪い」と評価した。ウィラメット川との合流点から0.3キロメートル (0.2 mi) 上流での調査によると、非常に高い濃度の硝酸塩と高濃度のリン酸塩が記録されている。大腸菌、浮遊物質、生物化学的酸素要求量も水質悪化を示していた。この状況は通年を通じて変わらず、結果として上記のカテゴリーに入れられた。DEQ が用いるオレゴン州水質指数 (OWQI) では、水質を10（最悪）から100（理想的）まで分類している。この指標におけるジョンソン川の季節ごとの最低値は26で、ウィラメット川下流域では下から2番目に悪い値であった。比較として、ポートランド・ダウンタウン付近にあるホーソーン橋で計測した同じ期間のウィラメット川における最低値は74である。調査によると、ジョンソン川の水質悪化の原因は、そのほとんどが特定汚染源ではなく、大雨の際に流域各地から流入する地表流出によるものと考えられている。
水温の上昇は流域全体の水生動物に悪影響を及ぼす。ウィラメット川流域においてサケ科の生育に適するとされる基準水温の最高値は摂氏17.8度だが、ジョンソン川の夏季における平均最高水温はこれを上回っている。ギンザケが短時間のみ耐えられる最高水温は摂氏24度に過ぎない。1992年に流域各所で記録された6月から8月にかけての週間平均水温は摂氏18度で、最高水温は24度であった。
DEQ や USGS、グレシャム市などがジョンソン川で行った調査では、DDT（ジクロロジフェニルトリクロロエタン）やディルドリン、ポリ塩化ビフェニル (PCB)、クロルデン、多環芳香族炭化水素 (PAH) といった発癌性物質が検出されている。また水中と川底の堆積物内で銅やクロム、ニッケルの濃度が高いため、DEQ により「懸念水域」に指定されている。通常、下流に向かうにつれ金属濃度は上昇する。

## 生態系

### 大型無脊椎動物と魚類

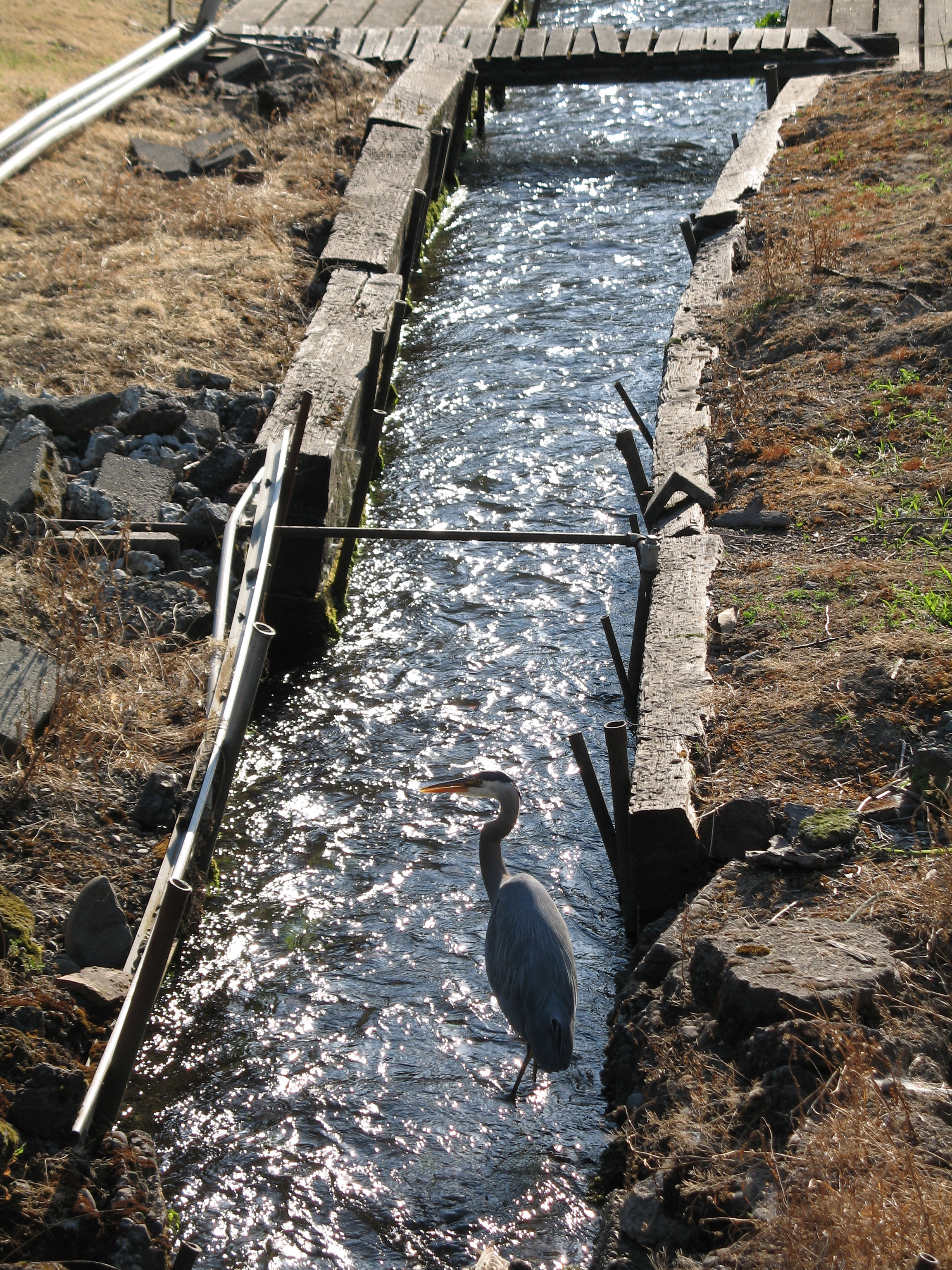
リード大学付近のクリスタル・スプリングス川内を歩いているオオアオサギ。

ポートランド市の依頼を受けてポートランド州立大学の研究者が1999年に行った調査により、魚類などの水生動物の餌となっている大型無脊椎動物にとってジョンソン川の環境が危機的な状況となっていることが判明した。この調査で、ポートランド南西部の都市河川であるジョンソン川およびトライオン川と、近郊の田園地帯を流れる2つの河川に生息する生物と水中の化学物質を比較し、都市河川の底生生物群がこの地域で標準的な河川環境より脆弱であることが明らかとなった。
レッドサイド・シャイナーやカジカ、ヌメリゴイ、ウグイなどの川に生息している魚類のほとんどは、高めの水温と急流に適応している。
都市開発により流域や川筋が変化する以前は大量のサケが生息しており、21世紀以後もチヌーク・サーモンやギンザケ、ニジマス、コースタル・カットスロート・トラウトの小規模な生息域が維持されている。ジョンソン川におけるニジマスの個体群は、コロンビア川下流域の特別個体群であり、かつ進化的に重要な単位として、絶滅危機種に登録された。チヌーク・サーモンとニジマスも同じく進化的に重要な単位の一部として絶滅危機種指定されている。

### 野生動物
流域が都市化する以前は、ボブキャットやアメリカグマ、キツネ、ピューマ、オオカミ、ワピチなどの大型哺乳類が繁栄していた。21世紀以降に一般的に見られるのは、カラスやコマツグミ、ムクドリ、ウタスズメ、メキシコマシコ、ヒメレンジャク、スミレミドリツバメ、アメリカヤマセミ、オオアオサギ、マガモ、アメリカオシドリ、ヤブガラ、アメリカコガラなどの鳥や、アライグマにオポッサム、ヌートリア、モグラなどの哺乳類である。開発がさほど進んでいない地域ではオグロジカやコヨーテ、シロアシネズミ、ハタネズミ、コウモリ、キノドメジロハエトリ、チャバライカル、サメズアカアメリカムシクイ、カワアイサ、キツツキなどが生息している。流域でほかに見かける動物としては、ビーバーやカナダカワウソ、淡水生二枚貝、ハクトウワシが挙げられる。
オレゴン州法で「センシティブな種」として登録されている動物もジョンソン川流域に生息している。この登録種は、オレゴン州の全域もしくは特定の地域で絶滅の危機に瀕している野生の在来種である。この中でジョンソン川流域に生息が確認されているのは、ユビナガおよびブラウン、そしてコロンビア・トレント・サラマンダーなどの有尾目やアカアシガエル、ニシキガメ、アメリカワシミミズク、ヒキガエルにノスリ、コヨーテである。パウエル・ビュートで目にすることができる植物の Actaea elataもセンシティブな種として登録されている。

### 植生
流域は、アメリカ合衆国環境保護庁 (EPA) の規定するウィラメットバレー・エコリージョンに位置する。19世紀半ばまで、この地域はオレゴンアッシュやレッドアルダー、アメリカネズコの森林に覆われ、川辺にはブラックコットンウッドの木立が点在していた。ベイマツやオレゴンホワイトオークは周囲の高台でよく見られた。流域のおよそ57パーセント、草本や樹木などの植生に覆われている。2000年現在、流域の概ね7割が都市成長境界線の内側に入っている。総面積のうち57パーセントが戸建て住宅地、12パーセントが集合住宅、10パーセントが商業地区、8パーセントが農地、12パーセントが公園やオープンスペースとなっている。同じく2000年における流域内の農地面積のおよそ半分が畑地もしくは牧草地で、果樹や花卉類が約30パーセントを占めていた。
1990年代から河川環境の修復工事が進められ、川辺を埋め尽くしていた外来種のヒマラヤブラックベリーの多くが駆除された。代わりにアカクキミズキやニワトコ、オソベリー、ヤナギなどの在来種が植樹された。川に隣接する都市公園には、低木やガマ、タデが生育する沼沢地や森林におおわれた湿地帯、河畔林、開けた草原に果樹林などが植えられたエリアが設けられている。

## 公園

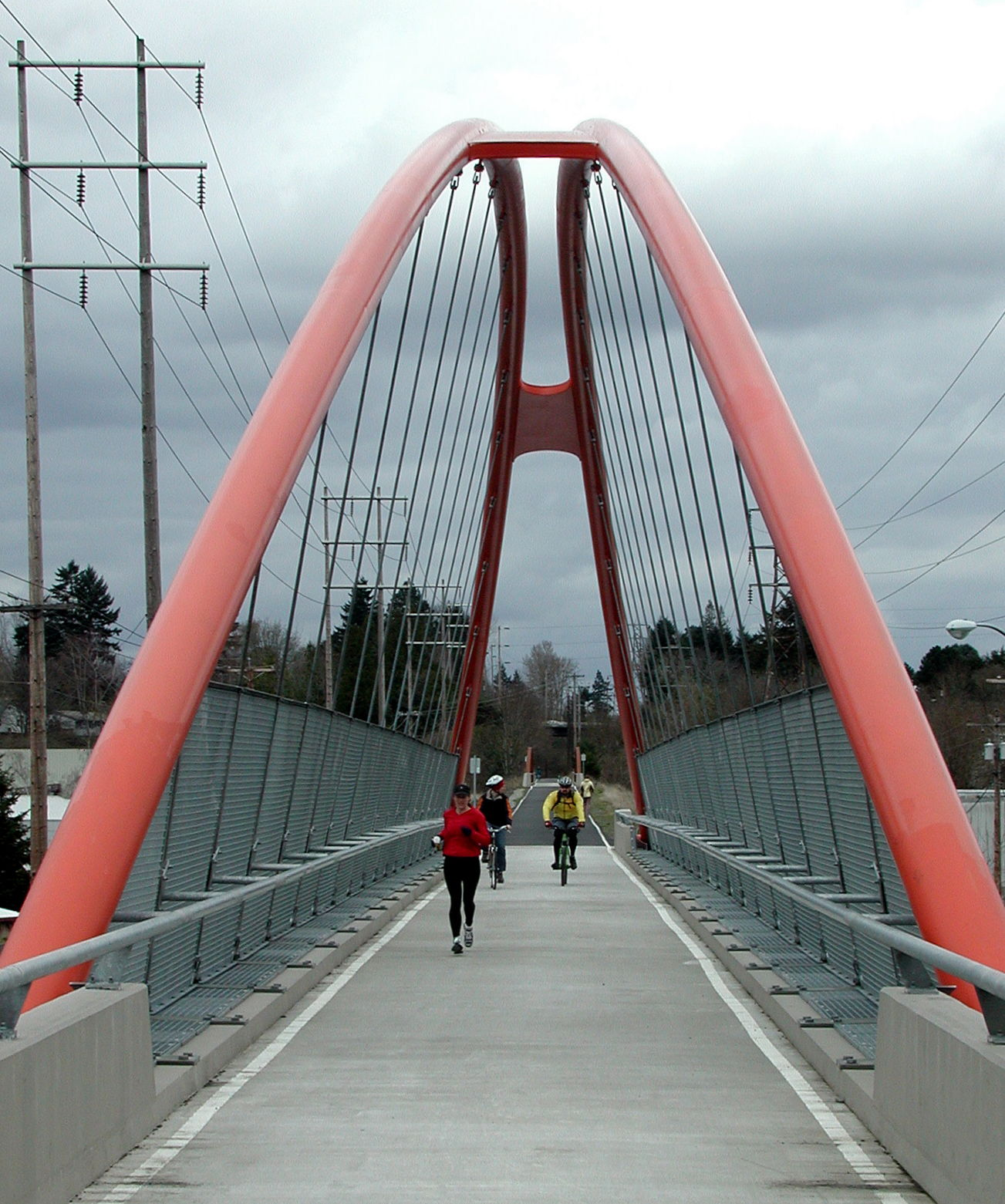
ジョンソン川沿いのスプリングウォーター・コリドール上にあるオレゴン州道99E号線（サウスイースト・マクローリン通り）を横断する歩道橋

1960年までに、ジョンソン川沿いの鉄道路線の利用が低下し、旅客取り扱いが廃止された。1990年までにポートランド市がこの鉄道敷地のほとんどを購入した。市は Metro と共同で、川沿いにウィラメット川からボーリングまで続く、全長34キロメートル (21 mi) の歩行者・自転車用廃線跡トレイルであるスプリングウォーター・コリドールを建設した。このトレイルは、ポートランド都市圏の周囲にある様々なトレイルを結びながら一周する、40マイル・ループの一部となった。
ジョンソン川の河岸公園としては、面積およそ18,000平方メートル (4.5エーカー) の自然区画と園路が広がるジョンソン・クリーク公園やクリスタル・スプリングス川沿いにあるクリスタル・スプリングス・ツツジ庭園、面積29,000平方メートル (7.2エーカー) のタイドマン・ジョンソン自然地域、面積およそ65,000平方メートル (16エーカー) の太平洋北西岸の植生に重点を置いた研究が行われている公営のリーチ植物園、面積81,000平方メートル (20エーカー) の湿原が広がるベガーズ・ティック野生動物保護区、活動を止めたスコリア丘を中心に広がるハイキングやサイクリング、乗馬用トレイルの整備された面積2.46平方キロメートル (608エーカー) のパウエル・ビュート自然公園、運動場やピクニック・エリアなどが整備された面積およそ73,000平方メートル (18エーカー) のグレシャム・メイン・シティ公園などがある。
2007年、Metro はパウエル・ビュートとポートランド市プレザント・バレー地区近隣の、川のそばのサウスイースト・フォスター道路の南に広がるクラットソップ・ビュートの２区画、総面積410,000平方メートル (102エーカー) の土地を環境保全のために買収した。買取金額は1,090万ドルで、2006年の住民投票で可決された債券の発行により調達された。環境保護論者は称賛したが、公金を過大に支出したと疑問視する向きもあった